# تانغ شي
تانغ شي (بالصينية: 唐诗) هو لاعب كرة قدم صيني في مركز نصف الجناح، ولد في 24 يناير 1995 في ووهان في الصين. لعب مع ريال مدريد.

## وصلات خارجية
- تانغ شي على موقع قاعدة بيانات كرة القدم.إي يو (الإنجليزية)
- تانغ شي على موقع Soccerway.com (الإنجليزية)